# Joseph Caupert
Joseph Caupert, né le 4 juillet 1923 à Mende (Lozère) et mort le 9 septembre 1994 à Bayonne (Pyrénées-Atlantiques), est un homme politique français.

## Détail des fonctions et des mandats

### Mandats locaux
- 1947 - 1953 : conseiller municipal du Bleymard
- 1953 - 1959 : conseiller municipal du Bleymard
- 1959 - 1965 : maire du Bleymard
- 1965 - 1971 : maire du Bleymard
- 1971 - 1977 : maire du Bleymard
- 1977 - 1983 : maire du Bleymard
- 1983 - 1989 : maire du Bleymard
- 1989 - 9 septembre 1994 : maire du Bleymard
- 1951 - 1958 : conseiller général du canton du Bleymard
- 1960 - 9 septembre 1994 : conseiller général du canton du Bleymard
- juillet 1981 - novembre 1985 : président du conseil général de la Lozère

### Mandats parlementaires
- 28 mai 1985 - 27 septembre 1992 : sénateur de la Lozère
- 27 septembre 1992 - 9 septembre 1994 : sénateur de la Lozère